# Eleições parlamentares europeias de 2014 (Hungria)
As eleições parlamentares europeia de 2014 na Hungria, realizaram-se a 25 de Maio e, serviram para eleger os 21 deputados do país ao Parlamento Europeu.
Os resultados deram uma clara vitória ao partido Fidesz, que concorreu em coligação com o Partido Popular Democrata Cristão, membro do Partido Popular Europeu, conquistando 51,5% dos votos e 12 deputados.
De destacar, o segundo lugar obtido pelo partido de extrema-direita, Jobbik, que elegeu 3 deputados, e, por fim, o Partido Socialista Húngaro, que obteve o pior resultado da história, ficando-se pelos 10,90% dos votos e 2 deputados.

## Resultados Oficiais
| Partido                 | Partido                                    | Votos     | %               | +/-   | Deputados | +/-     |
| ----------------------- | ------------------------------------------ | --------- | --------------- | ----- | --------- | ------- |
|                         | Fidesz - Partido Popular Democrata-Cristão | 1 193 991 | 51,48 / 100,00  | 4,88  | 12 / 21   | 2       |
|                         | Jobbik                                     | 340 287   | 14,67 / 100,00  | 0,10  | 3 / 21    | Estável |
|                         | Partido Socialista Húngaro                 | 252 751   | 10,90 / 100,00  | 6,47  | 2 / 21    | 2       |
|                         | Coligação Democrática                      | 226 086   | 9,75 / 100,00   | Novo  | 2 / 21    | Novo    |
|                         | Juntos 2014 - Diálogo pela Hungria         | 168 076   | 7,25 / 100,00   | Novo  | 1 / 21    | Novo    |
|                         | Políticas Podem Ser Diferentes             | 116 904   | 5,04 / 100,00   | 2,43  | 1 / 21    | 1       |
|                         | Outros                                     | 21 398    | 0,90 / 100,00   |       | 0 / 21    |         |
| Votos Inválidos         | Votos Inválidos                            | 9 811     | 0,42 / 100,00   | 0,46  |           |         |
| Total                   | Total                                      | 2 329 304 | 100,00 / 100,00 |       | 21 / 21   | 1       |
| Eleitorado/Participação | Eleitorado/Participação                    | 8 041 386 | 28,97 / 100,00  | 7,34  |           |         |
| Fonte                   | Fonte                                      | [ 2 ]     | [ 2 ]           | [ 2 ] | [ 2 ]     | [ 2 ]   |